# Sedum rupicola
Sedum rupicola är en fetbladsväxtart som beskrevs av George Neville Jones. Sedum rupicola ingår i Fetknoppssläktet som ingår i familjen fetbladsväxter. Inga underarter finns listade i Catalogue of Life.

## Bildgalleri

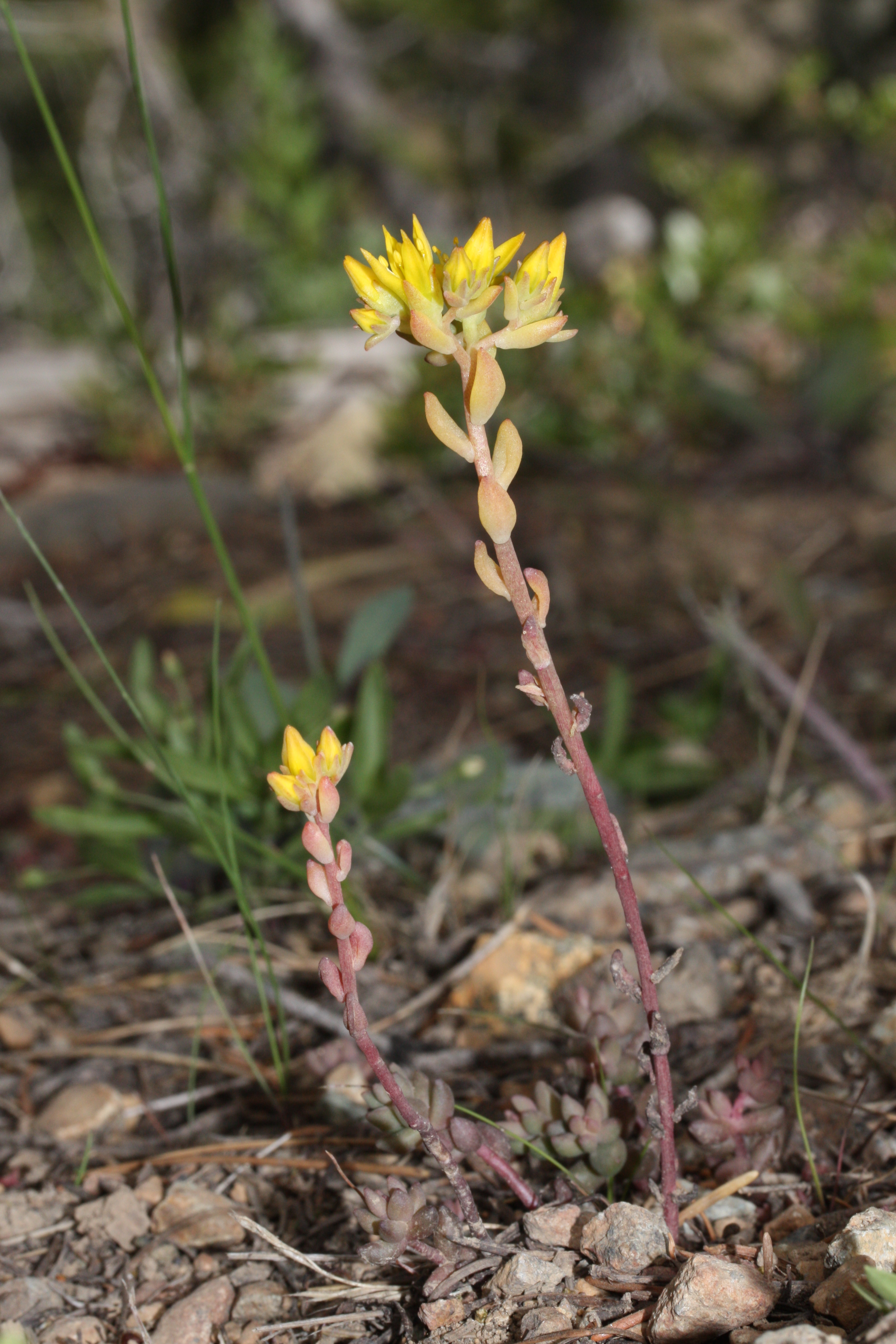
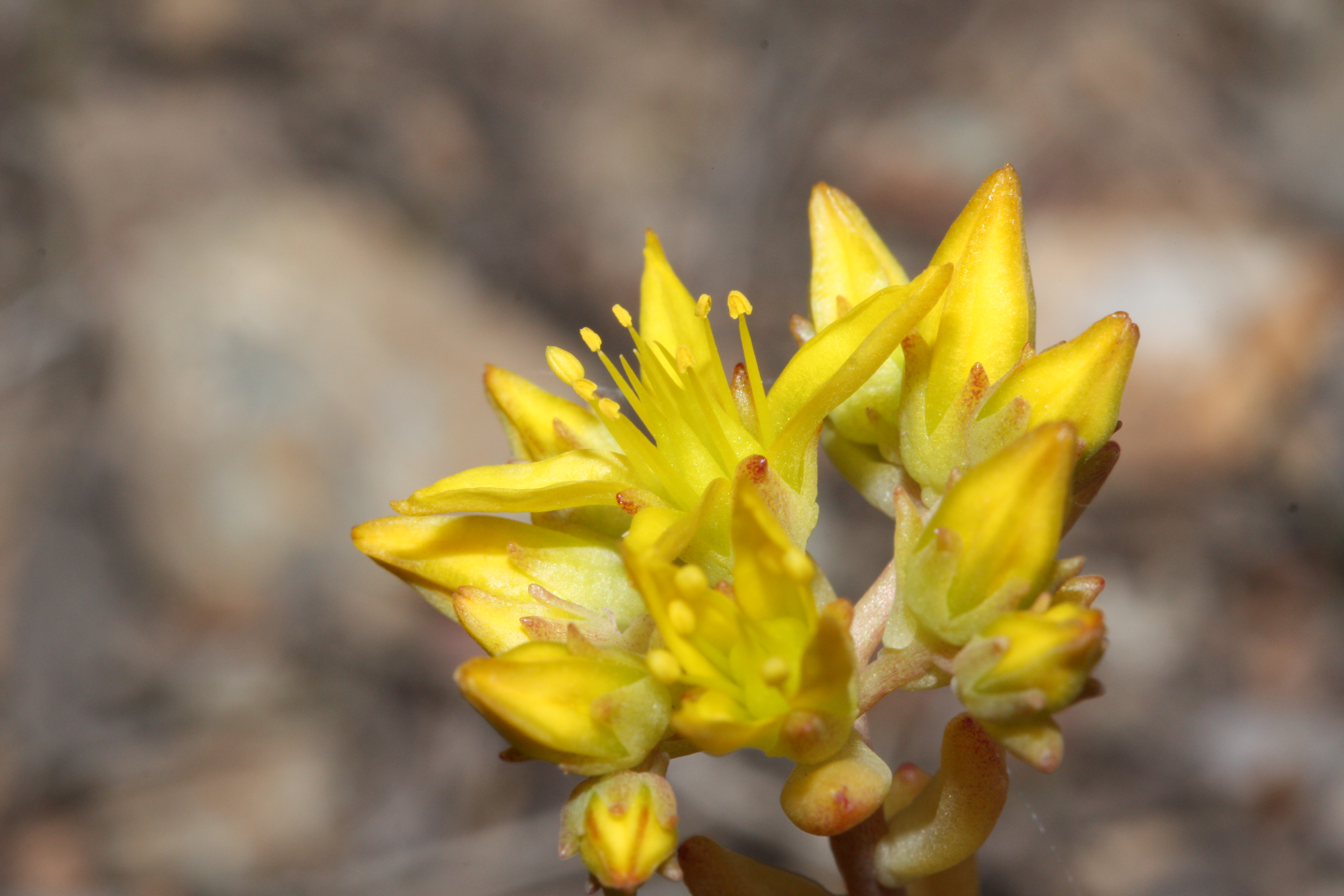
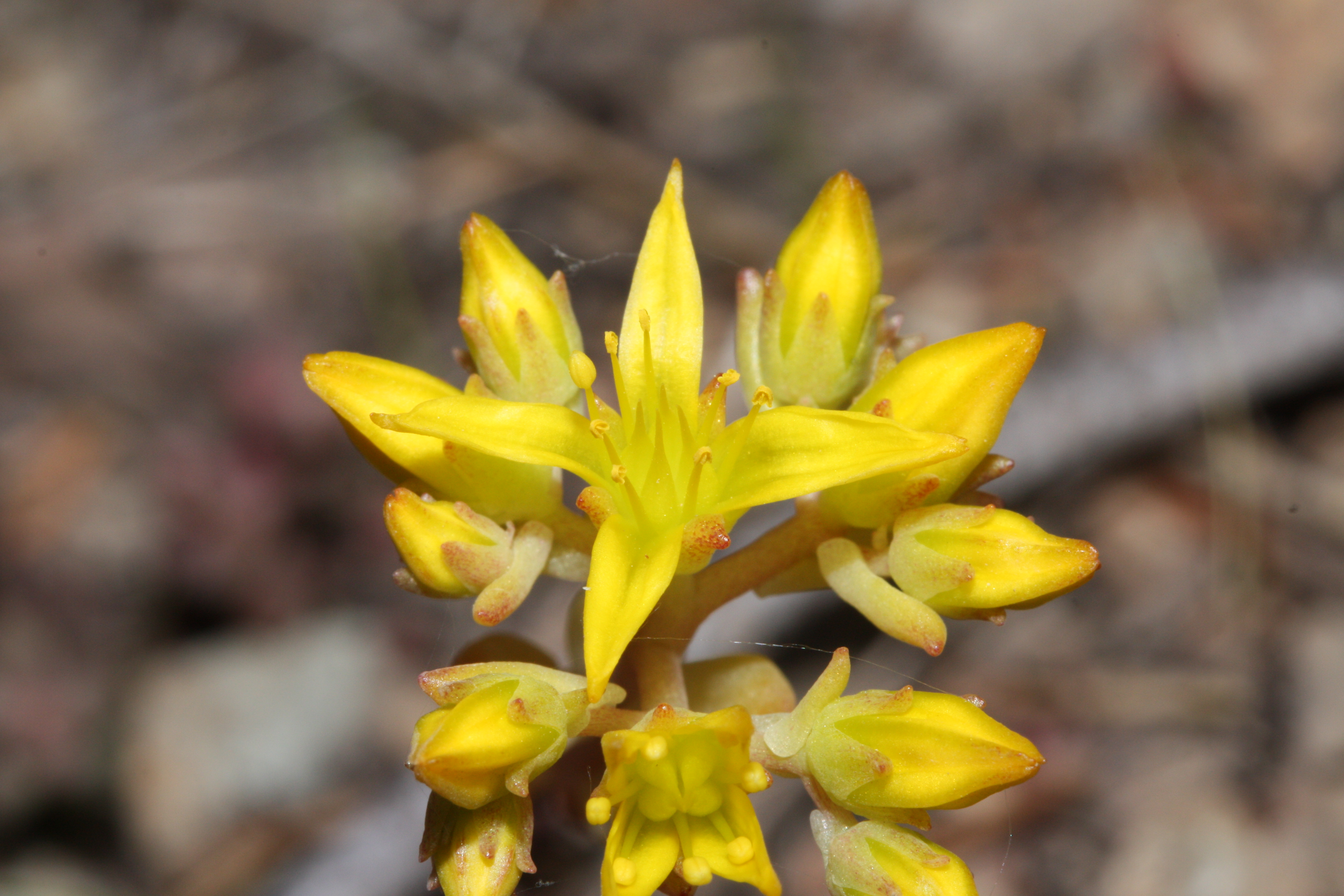
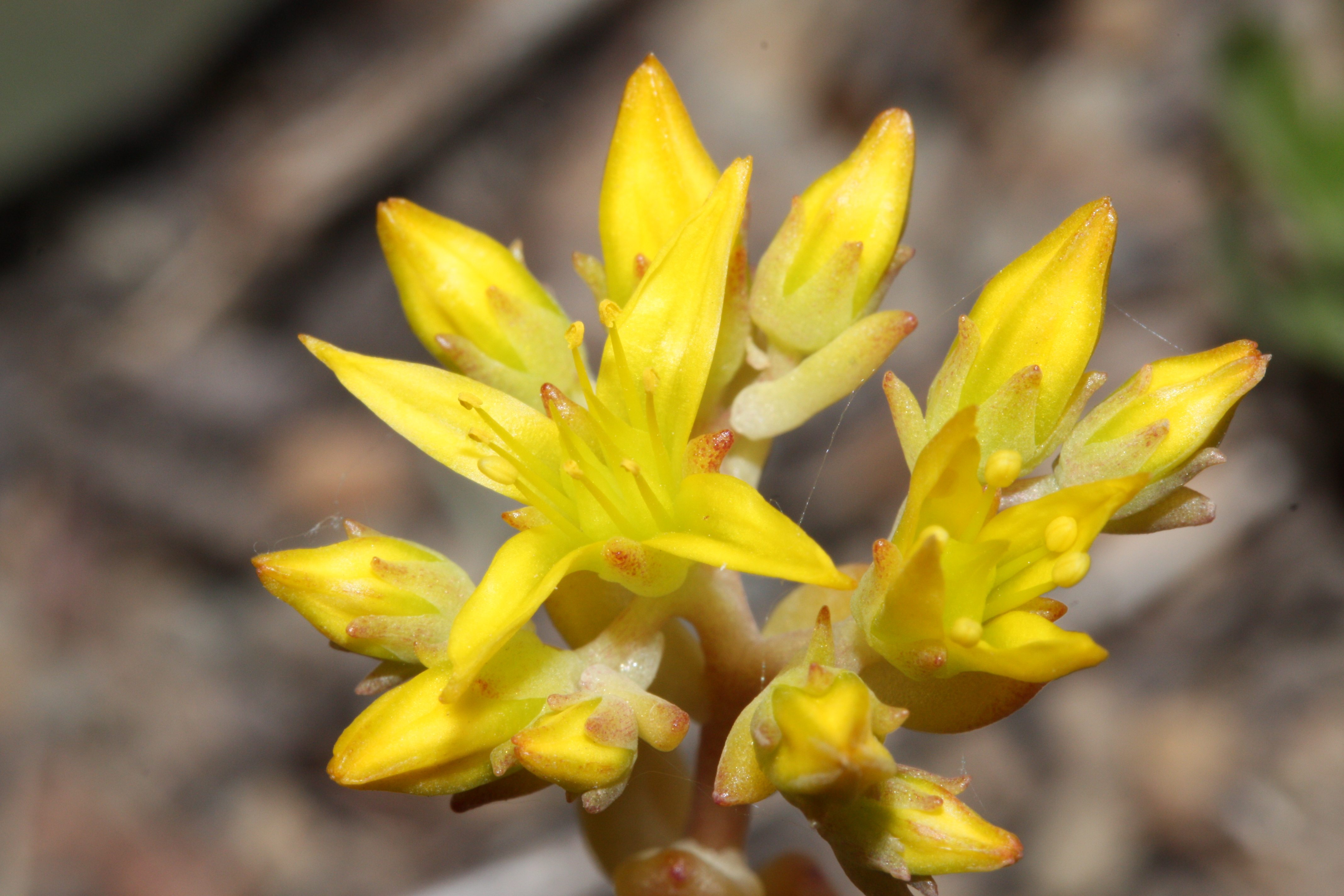
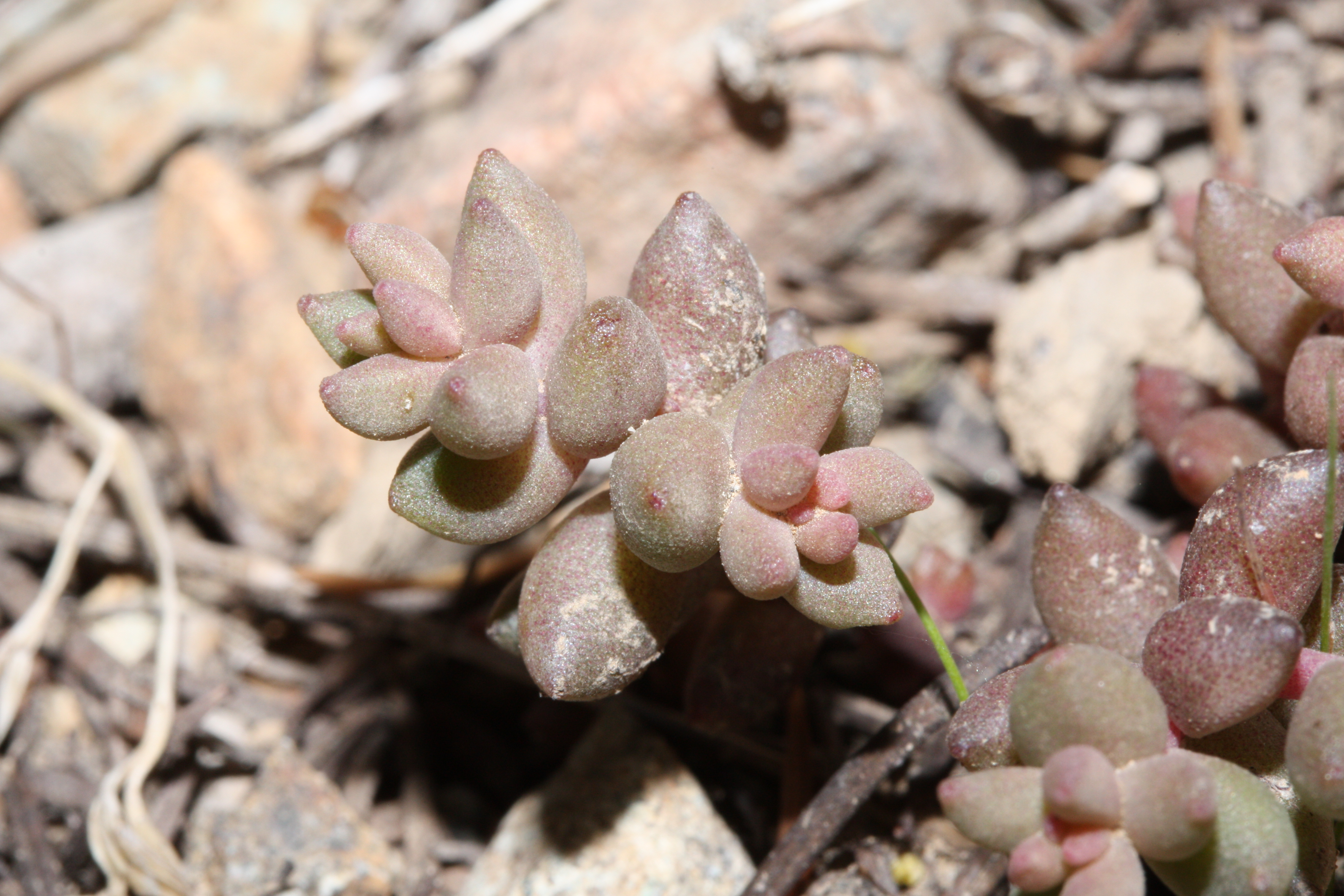
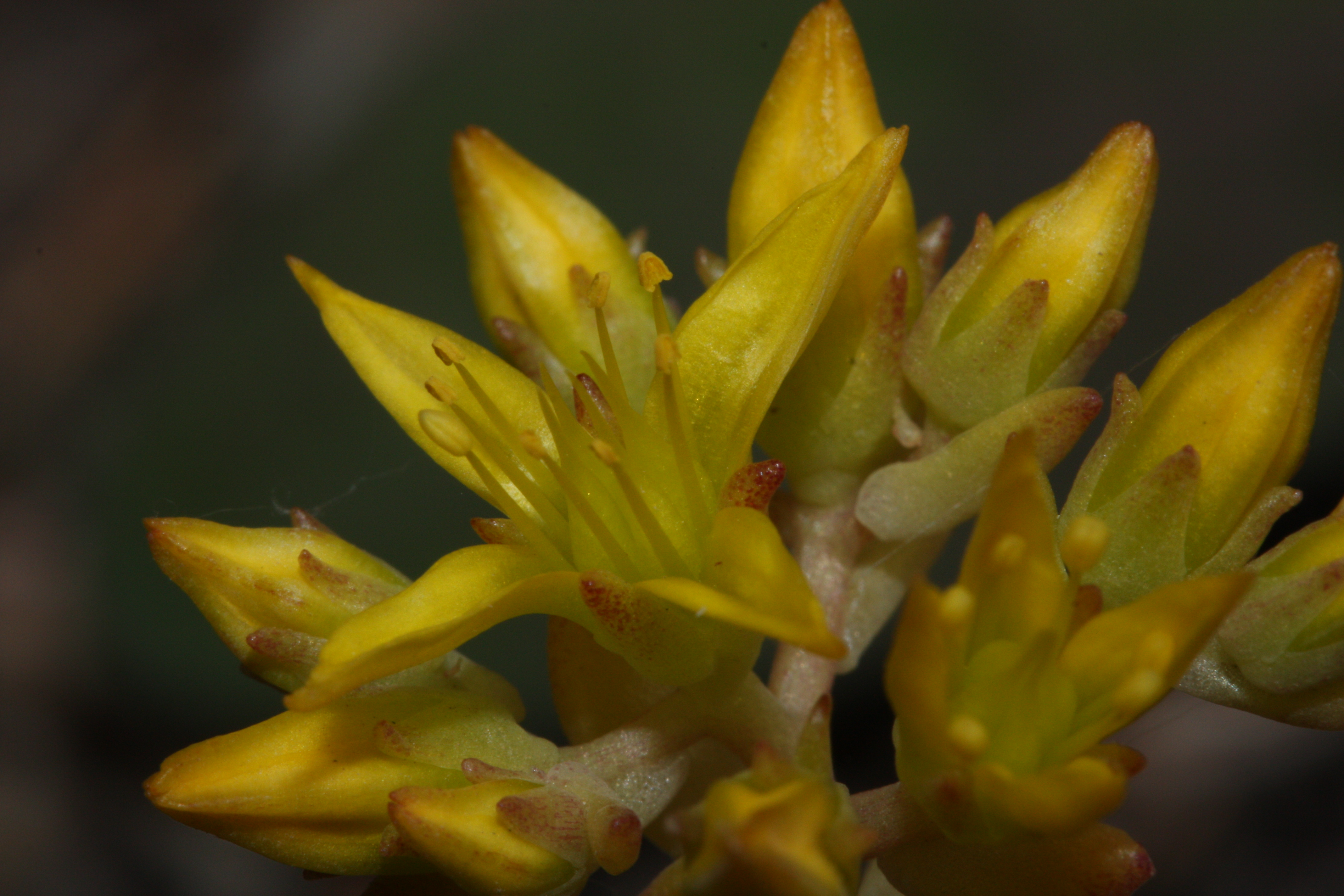